# Whistling Cay
Whistling Cay je otočić površine 7,7 ha, koji se nalazi 270 m zapadno od Mary Pointa na Saint Johnu na Američkim Djevičanskim otocima. Prekriven je drvećem i visokim liticama na sjeveru, gdje doseže 40 m nadmorske visine. Šljunčana plaža nalazi se na jugoistočnoj strani otoka. Od Saint Johna je odvojen prolazom Fungi, koji ima dubinu od 6 metara.
Do Whistling Caya se može doći čamcem ili kajakom iz zaljeva Cinnamon Bay, Maho Bay ili Francis Bay i popularno je odredište za ronjenje s bocom i s disalicom. Tijekom 19. stoljeća, carinici stacionirani na otočiću zaustavljali bi i pregledavali brodove koji su plovili između Britanskih Djevičanskih otoka i tadašnjih Danskih Djevičanskih otoka. Nalazi se unutar nacionalnog parka Djevičanski otoci .